# NYC (음악 그룹)
NYC는 일본의 3인조 남성 아이돌 그룹이다. 소속 사무소는 쟈니즈 사무소. 레코드 레이블은 쟈니즈 엔터테인먼트.

## 멤버
- N 나카야마 유마 (1994년 1월 13일 ~ , 오사카부 출신) - 가수
- Y 야마다 료스케 (1993년 5월 9일 ~ , 도쿄도 출신) - Hey! Say! JUMP 멤버
- C 치넨 유리 (1993년 11월 30일 ~ , 시즈오카현 출신) - Hey! Say! JUMP 멤버

## 개요
2010년 3월 2일, 2009년 여름부터 활동하고 있던 기간 한정 유닛 NYCboys의 멤버에서, 야마다 료스케·치넨 유리·나카야마 유마의 3명이 〈NYC〉로서 정식 데뷔하는 것이 발표된다. 유닛명은 쟈니즈 사무소 사장인 쟈니 키타가와가 붙인 것으로, 멤버인 야마다·치넨·나카야마의 이니셜을 각각 붙인 것과 함께, 뉴욕 시티(New York City)에도 관련되어 있다.
이후, Hey! Say! JUMP로서 이미 데뷔했던 야마다·치넨은, 두 그룹을 겸해 활동하고 있다.
NHK 홍백가합전에 4회 출연했다.

## 음반 목록

### 싱글

#### NYC
| # | 발매일           | 타이틀                                                                | 최고 순위 |
| - | ---------------- | --------------------------------------------------------------------- | --------- |
| 1 | 2010년 4월 7일   | 勇気100% 용기 100%                                                    | 1위       |
| 2 | 2010년 10월 20일 | よく遊びよく学べ 잘 놀고 잘 배우기                                    | 1위       |
| 3 | 2011년 3월 9일   | ユメタマゴ 꿈꾸는 알                                                  | 2위       |
| 4 | 2012년 1월 4일   | ワンダフル キューピット/がらすの・魔法・ 원더풀 큐피트/유리의・마법・ | 1위       |
| 5 | 2012년 5월 25일  | ハイナ! 하이나!                                                       | 2위       |

#### NYC boys
| # | 발매일          | 타이틀                          | 최고 순위 |
| - | --------------- | ------------------------------- | --------- |
| 1 | 2009년 7월 15일 | 悪魔な恋/NYC 악마 같은 사랑/NYC | 1위       |

## 서적

### 사진집
- NYC 1st PHOTO BOOK 〈COLORS〉 (2013년 7월 5일)

## 같이 보기
- Hey! Say! JUMP
- 나카야마 유마 w/B.I.Shadow